# Johan Persson Utter
Johan Persson Utter, född 25 juni 1605, död 10 augusti 1654, var en svensk militär.

## Biografi
Johan Persson Utter föddes 1605. Han var son till Per Månsson Utter och Margareta Andersdotter. Utter blev 1623 menig vid greve von Mansfelds regemente och var 1626 fänrik vid Åbo läns regemente. Han blev 1629 kapten vid Upplands regemente och 1631 kapten vid Västmanlands regemente. 1633 blev han kapten vid Upplands regemente och 1636 regementskvartermästare. Han adlades 3 september 1636 under namnet Utter och introducerades i Sveriges riddarhus på sin broders adelsnummer. Utter blev 20 maj 1637 major vid Upplands regemente och 1645 överstelöjtnant vid regementet. Han blev 16 september 1648 ståthållare på Arensburg på Ösel. Han avled 1654 och begravdes i Torsvi kyrka. 
Utter ägde gårdarna Navsta i Torsvi socken, Uttersberg i Krokeks socken och Kolstad i Risinge socken.

### Familj
Utter gifte sig första gången 21 augusti 1632 på Torsvi med Violetta Lamb (1615–1646). Hon var dotter till överstelöjtnanten Baltzar Jakobsson Lamb och Gresilia Petriksdotter Guthrie. De fick tillsammans barnen Baltzar Utter (född 1635), majoren Peter Utter (1638–1694) vid Åbo läns infanteriregemente, Helena Utter (död 1683) som var gift med fänriken Anders Oxe, Gresilia Utter(död 1640), Baltzar Utter(död 1640), Beata Utter (död 1641), Margareta Utter (död 1645), Sara Utter (död 1645) och en son (död 1646).
Utter gifte sig andra gången 5 september 1647 på Skälby i Breds socken med Carin Oxe (död 1676). Hon var dotter till  Christoffer Andersson Oxe och Brita Torstensdotter Stålhandske. De fick tillsammans barnen Brita Utter (död 1732), som var gift med kaptenen Volmar Schildt, Catharina Maria Utter (död 1694), som var gift med överstelöjtnanten Carl Silfversparre, och kaptenen Johan Utter (död 1696).